# Sam Adegoke
Sam Adegoke (Lagos, 20 settembre 1982) è un attore nigeriano naturalizzato statunitense, conosciuto per aver interpretato il personaggio di Jeff Colby nella serie televisiva statunitense Dynasty.

## Biografia
Sam è nato a Lagos, in Nigeria. Ma è cresciuto a Minneapolis e St. Paul , nel Minnesota. I suoi genitori erano ministri missionari e vennero negli Stati Uniti quando era più giovane. Sam è il più giovane di sette figli. Sam ha studiato marketing e finanza all'Università del Minnesota, ed è stato presidente della Black Student Union, vicepresidente della sua fraternità, e ha servito nel governo studentesco.
Il 30 gennaio 2017, Sam è stato scelto come protagonista nel film biografico di Lifetime (rete televisiva) Michael Jackson: Searching for Neverland dove recita la guardia del corpo di Michael Jackson, Javon Beard. Nel febbraio 2017, è stato scritturato per il ruolo di Jeff Colby in un reboot di Dynasty per The CW, che è stato pubblicato nell'ottobre 2017.

## Filmografia

### Cinema
- The Total Princess, regia di Klara Hascakova (2015)

### Televisione
- Wicked City – serie TV, 1 episodio (2015)
- Brooklyn Nine-Nine – serie TV, 1 episodio (2016)
- Criminal Minds: Beyond Borders – serie TV, 1 episodio (2016)
- Murder in the First – serie TV, 5 episodi (2016)
- Code Black – serie TV, 1 episodio (2016)
- NCIS: Los Angeles – serie TV, 1 episodio (2017)
- Switched at Birth - Al posto tuo (Switched at Birth) – serie TV, 6 episodi (2017)
- Michael Jackson: Searching for Neverland – film TV, regia di Dianne Houston (2017)
- Dynasty – serie TV (2017-in corso)